# Vladimir Pavlovič Basov
Vladimir Pavlovič Basov (in russo Владимир Павлович Басов?; Urazovo, 23 giugno 1923 – Mosca, 17 settembre 1987) è stato un regista, attore e sceneggiatore sovietico.
Tra i film diretti da Basov si ricorda La tormenta.

## Biografia
Noto attore e regista dell'Unione Sovietica, nacque nel 1923 nella provincia di Kursk, nella Russia centrale. Suo padre morì in un incidente e il giovane Basov fu tirato su dalla madre. Soldato nella seconda guerra mondiale, fu ferito in combattimento e venne decorato.
Dal 1941 al 1951 studiò recitazione e regia con Mikhail Romm e Sergej Iosifovič Jutkevič al VGIK, l'istituto statale sovietico di cinema, diplomandosi regista nel 1952. Dal 1952 al 1987, lavorò a Mosca alla Mosfil'm.
Divenuto uno dei più popolari cineasti dell'URSS, fu insignito nel 1983 del titolo di Artista del popolo dell'Unione Sovietica. La sua fama era aumentata negli anni settanta quando era apparso anche in televisione, ma la troppa popolarità gli fece troppa pressione, tanto da portarlo all'alcoolismo. Minato nella salute, fu colpito da infarti e, il 17 settembre 1987, morì nella sua casa di Mosca.

### Vita privata
Basov si sposò tre volte, sempre con delle attrici. La prima moglie, sposata nel 1949, fu Roza Makagonova; la loro unione finì con un divorzio nel 1957. Subito dopo, Basov sposò Natalya Fateeva da cui ebbe un figlio. I suoi problemi con l'alcool, però, provocarono la fine del matrimonio. L'attrice, dopo cinque anni, lo lasciò e chiese il divorzio che ottenne nel 1962. Nel 1964, vennero celebrate le sue nozze con Valentina Titova. Da questo terzo matrimonio nacquero due bambini (uno dei due, Aleksandr, intraprese in seguito la carriera dei genitori). Nel 1978, spaventata dalle rabbiose intemperanze del marito, Titova lasciò il Basov, sposando poi un cameraman.

## Filmografia

### Attore
- Pikovaya dama, regia di Roman Tikhomirov (1961)
- A zonzo per Mosca (Ja šagaju po Moskve), regia di Georgij Danelija (1964)
- Tridtsat tri (Nenauchnaya fantastika), regia di Georgij Danelija (1965)
- Operatsiya Y i drugiye priklyucheniya Shurika, regia di Leonid Gayday (1965)
- Zavtraki sorok tretyego goda, regia di Inna Tumanyan (1966)
- Ščit i meč, regia di Vladimir Basov (1968)
- Ragazzi nello spazio (Otroki vo Vselennoj), regia di Ričard Viktorov (1974)

### Regista
- Škola mužestva (1954)
- Krušenie ėmirata (1955)
- Pervye radosti (1957)
- Slučaj na šachte vosem' (1957)
- Neobyknovennoe leto (1957)
- Žizn' prošla mimo (1959)
- Zolotoj dom (1959)
- Bitva v puti (1961)
- La tormenta (Metel) (1964)
- Tišina (1964)
- Vozvraščenie k žizni (1972)
- Nejlon 100% (1973)